# Mongol hódítás Kelet-Ázsiában
A kelet-ázsiai mongol hódítások a Mongol Birodalom nagyszabású katonai erőfeszítéseinek eredménye volt, amelyek elsődleges célja Kína leigázása volt. A hadi cselekmény a 13. században hat évtizedet ölelt fel, és magában foglalta a Csin-dinasztia, a Nyugati Hszia, a Dali Királyság, a Déli Szung és a Keleti Hszia legyőzését. A Dzsingisz kán vezette Mongol Birodalom 1205-ben és 1207-ben a Nyugati Hszia elleni kisebb portyákkal kezdte a hadműveletet. 1279-re Kubiláj kán mongol uralkodó megalapította Kínában a Jüan-dinasztiát, és leverte az utolsó Szung ellenállást, ami egész Kína Jüan-uralom alá helyezésének a kezdetét jelentette. Ez volt az első alkalom a történelemben, hogy egy külső hatalom egész Kínát meghódította.

## Kínai-nomád kapcsolatok a mongol hódítás előtt
Bár a nyugati világgal Kínának évezredekig nem volt közvetlen kapcsolata, a Középső Birodalom soha nem volt tökéletesen elzárva a külvilágtól. A kínaiakat már történelmük kezdetén „barbár” – vagyis nem letelepedett földművelő – népek vették körül, akikkel folyamatosan élénk kapcsolatban álltak. E kapcsolat nem merült ki a barbárok állandó támadásaiban: Kína kereskedett is velük, s számos fontos – elsősorban haditechnikai újítást – tőlük vett át.
A földművelő kínaiak és a sztyeppi nomádok világa közötti határvonal nagyjából a mai kínai nagy fal vonalában húzódott. A Fal – amely mai formájában egészen kései, Ming-kori (1368–1644) építmény – nem választotta el egymástól a két világot. A nomádok és a kínaiak folyamatosan kereskedtek egymással, s összeütközéseik is elsősorban gazdasági okokkal magyarázhatók. A legeltető nomád gazdálkodás ugyanis nem képes kielégíteni minden emberi szükségletet: állati termékekkel ugyan bőségesen ellátja művelőit, de növényi eredetű táplálékkal, kulcsfontosságú kézműves termékekkel, valamint a nomád elit által oly sokra becsült luxusjavakkal nem. A gabonát, a fémárukat, valamint a selymet – amely a sztyeppe egyik legértékesebb fényűzési cikke volt – tehát a nomádoknak földműves szomszédjaiktól kellett beszerezniük. A legfontosabb ilyen földműves terület az eurázsiai sztyeppe keleti felén Kína volt. Kínának is szüksége volt a nomádok termékeire, elsősorban a hadakozáshoz nélkülözhetetlen lovakra, ugyanakkor a kínai igények jóval kisebbek voltak, mint a mindenkori nomád szomszédoké. Mindennek következtében a két világ együttélését az jellemezte, hogy a nomádok igyekeztek Kínát rávenni arra, hogy minél többet kereskedjen velük, s mivel igényeiket a Középső Birodalom nem mindig elégítette ki, követeléseiknek gyakran igyekeztek fegyverrel is érvényt szerezni. Természetesen a nomádok nem csak azért támadtak Kínára, hogy kereskedésre kényszerítsék: fontos tényező volt a zsákmányszerzés, illetve – Kína ismétlődő meggyengülése idején – a területszerzés is. Kínának óriási tekintélye volt a sztyeppén, s minden jelentősebb nomád vezérnek az volt az álma, hogy maga ülhessen a sárkányos trónra.
Kína tehát állandó kapcsolatban állt az északi határain élő nomádokkal, amely kapcsolat hol békés, hol háborús formát öltött. A Kínától északra fekvő területeken az évezredek folyamán sorra alakultak és buktak el a nomád birodalmak, s Kína történelmét végigkísérik azok a diplomáciai és katonai próbálkozások, amelyekkel igyekezett határait biztosítani e birodalmak támadásaitól. Már az első császári dinasztia, a Csin-dinasztia (i. e. 221 – i. e. 207) védekezésre kényszerült a hsziungnuk ellen, s a nagy Han-dinasztia (Kr. e. 206-Kr. u. 220) is folyamatosan háborúban állt velük.
A Han-dinasztia bukása után hamarosan, 317-ben különféle északi barbár törzsek (topák, tagbacsok, hszienpik stb.) árasztották el Észak-Kínát, a kínai eredetű Nyugati Jin-házat délre szorítva. Ez volt az első alkalom, hogy nomád népek tartósan megvetették a lábukat Kínában. A nomádok azonban – akik számarányukat tekintve mindig kisebbségben voltak a hanokkal szemben – hamar rájöttek, hogy a kínaiakat csak kínai módszerekkel lehet kormányozni. Így a különböző törzsi csoportok kínai módra „császári” dinasztiát alapítottak az általuk meghódított kínai tartományokban, követni kezdték a kínai szokásokat, öltözködést, kormányzati módszereket, majd átvették a kínai nyelvet is, s fokozatosan elkínaiasodtak. Az egyik ilyen topa dinasztia, az Északi Wei odáig elment, hogy megtiltotta a topák számára a topa öltözet viselését.
Megjegyzendő, hogy Kínát csaknem ugyanazokban az évszázadokban árasztották el a különféle barbár törzsek, mint Eurázsia nyugati felén a Római Birodalmat. Az egybeesés okát nem ismerjük. Mindenesetre az biztos: a Nyugatrómai Birodalom összeomlott a csapások alatt, a Kínai Birodalom azonban túlélte ezt az időszakot.
Észak-Kínát 317-től 581-ig barbár eredetű dinasztiák uralták, délen azonban olyan kínai uralkodóházak uralkodtak, akik magukat a kínai kultúra letéteményeseinek tartották. 581-ben északon egy államcsínnyel a Szuj-ház került a trónra (581-618), amely 589-ben egyesítette egész Kínát. Ezzel Kínának sikerült évszázadokra biztosítania határait a barbárokkal szemben, sőt a Tang-dinasztia alatt (618-907) sikeres terjeszkedésbe kezdett minden irányban. Bár a türk birodalom, a tibetiek és az ujgurok sok gondot okoztak, kínai területet tartósan meghódítani nem tudtak.

## Kína a mongol hódítás előestéjén
A Tang-ház összeomlása után Kína néhány évtizedre (907-960) apró államocskákra szakadt. Ebben az időszakban a barbárok újra megvetették a lábukat a kínai területeken: a dél-mandzsúriai kitaj törzs az egyik kínai államocskától katonai segítségéért fejében tizenhat járást kapott a mai Peking környékén. E területen a kitajok kínai mintára dinasztiát alapítottak, amelynek a Liao nevet adták (947-1125). A kitajok mongol nyelvet beszéltek , s később nagy segítséget nyújtottak Dzsingisz kán mongoljainak Kína meghódításában és kormányzásában. Jelentőségüket jelzi, hogy több nyelven (elsősorban a perzsa, a nyugati török és a keleti szláv nyelvekben) a kínaiakat – tévesen – kitajnak nevezik (kitajszkij, Cathay stb.).
960-ban megalakult a Szung-dinasztia (960-1279), az az uralkodóház, amelyet majd a mongolok fognak megdönteni. Bár ez a dinasztia sosem látott gazdagságot hozott Kínának, katonailag gyenge volt. A tizenhat járást sosem tudta visszaszerezni a kitaj Liao államtól a tizenhat járást, sőt a birodalom északnyugati sarkában egy másik „barbár” törzs, a tibetiekkel rokon tangut is államot alapított Nyugati Hszia (Hszi Hszia) néven (1038-1227).
A 11. században a kínai területeket e három állam törékeny egyensúlya jellemezte. Bár a legnagyobb területen és népességen a Szung uralkodott, katonailag kiszolgáltatott volt a Liao és a Nyugati Hszia birodalommal szemben, s kénytelen volt adót fizetni nekik a béke fejében. Ugyanekkor a „barbár” népekben kialakult valamiféle törzsi öntudat. Míg a 4-6. század nomád hódítói kínai földön megtelepedve igyekeztek teljesen azonosulni a hanokkal, a kitajok, tangutok, valamint az őket követő dzsürcsik és mongolok már büszkék voltak nem kínai voltukra, saját írásrendszereket dolgoztak ki (ez korábban nem fordult elő), és tudatosan törekedtek nyelvük és identitásuk megőrzésére.
A 12. század elején valamelyest módosultak az erőviszonyok és a nemzetközi helyzet. A Liao államtól északra új hódító törzs jelentek meg, a tunguz (mandzsu nyelvet beszélő) dzsürcsi. A dzsürcsik 1115-ben kínai módra dinasztiát alapítottak (Csin, 1115-1234). Az északkeleti területek visszaszerzésére szomjazó Szung-ház elkövette az a hibát, hogy szövetséget kötött a dzsürcsikkel a kitajok ellen. A dzsürcsik északról, a kínaiak délről támadtak a Liao Birodalomra. Bár a kínaiak a hadjáratban nem értek el jelentős sikereket, a dzsürcsik 1125-ben megsemmisítették a Liao államot. A Szung-ház azonban elégedetlen volt a zsákmánnyal, s a dzsürcsik ellen fordult, azok viszont erre 1126-ban egy lendülettel bevették a Szung fővárost, Kajfenget, és elfoglalták egész Észak-Kínát, vagyis a Jangcétól északra eső területeket. A kínai császárok tehát ismét délre szorultak, míg északot újra egy idegen eredetű uralkodóház, a Csin kormányozta. A dzsürcsik az 1126-os támadás során átkeltek a Jangcén, de a déli vidékeken, ahol a földet számtalan folyó, csatorna, mocsár, tó tagolja, lovas nomád harcmodorukkal kudarcot vallottak. A határ a Szung (1226-tól neve Déli Szung) és a csin-ház között nagyjából a Huai-folyó mentén, a Jangce és a Sárga-folyó között stabilizálódott, bár a két ország viszonya igen ellenséges maradt. Mindeközben a kínai területek északnyugati sarkában tovább virágzott a Nyugati Hszia birodalom, rendkívül gazdag kultúrát hozva létre.
A 13. század elején tehát, a mongol hódítás előestéjén a kínai területeken a következő három állam osztozott:
- A Déli Szung, amely ekkoriban a világ leggazdagabb, technikailag legfejlettebb, legnagyobb városokkal rendelkező, legmagasabb életszínvonalú országa volt. Kína legtermékenyebb rizstermő területeit uralta, a Wei-folyótól a Dél-kínai-tengerig. Fővárosa, a mai Hangzhou a korabeli világ legnépesebb városa volt, s Marco Polo valószínűleg nem túlzott, amikor „a világ legszebb és legnemesebb városának” nevezte. Gazdagsága ellenére a Déli Szung katonailag nem tudta felvenni a versenyt a lovas nomád harcmodorral szemben, amely egészen a modern tűzfegyverek megjelenéséig a legfélelmetesebb harcmodor volt. Saját területét sikerült több mint egy évszázadig megőriznie, de a korábbi kínai területek visszaszerzéséhez nem volt elég ereje.
- A tangut Nyugati Hszia Birodalom, amely Dél-Mongóliától Qinghai tartományig húzódott, magába foglalva a hagyományosan han lakosságú Shaanxit, Shanxit és Gansut. A birodalom a legkülönbözőbb nyelvű és kultúrájú népeket fogta egybe, gazdasága elsősorban állattenyésztésre és kereskedelemre alapult. A Nyugati Hszia birodalmon vezettek keresztül azok az utak, amelyek a Szung Birodalmat összekötötték a külvilággal – elsősorban Nyugat-Ázsiával, sőt Európával –, úgyhogy a kereskedelem hasznának nagy részét a tangutok fölözték le. Gazdagságukat tovább növelte az adó és hadisarc, amelyet a Szungoktól kaptak.
- A dzsürcsi csin állam, amely eredetileg Mandzsúria nagy részét, majd egész Észak-Kínát magában foglalta. A dzsürcsik szintén vegyes nemzetiségű birodalmon uralkodtak, és hamar átvették a kínai szokásokat és kormányzati módszereket. A Déli Szung-házzal meg-megújuló háborúkba keveredtek, majd a mongolok semmisítették meg birodalmukat. Mivel a csin államnév „aranyat” jelent, a mongol forrásokban a mindenkori dzsürcsi uralkodó Altan (Arany) kánként jelenik meg.

Említést érdemel még a Karakitaj Birodalom, amely ugyan nem kínai területen jött létre, de erőteljes kínai hatást mutatott. Mint már említettük, a dzsürcsik 1225-26-ban megsemmisítették a kitajok Liao birodalmát. Ekkor a kitaj előkelőségek egy része a kelet-turkesztáni ujgurokhoz menekült, akiknek segítségével 1128-1133 között az Ili-folyó völgyében megalakították a Karakitaj („fekete kitaj”) Birodalmat (kínaiul: Xi Liao, Nyugati Liao). Mivel a kitaj elit korábban jelentős mértékben kínaisodott, a karakitajok állama sok kínai intézményt meghonosított területén, amely olyan híres kereskedővárosokat is magában foglalt, mint Kasgar és Szamarkand. A karakitajok részben buddhisták, részben nesztoriánus keresztények voltak. Azzal, hogy 1141-ben Szamarkand mellett legyőzték a szeldzsuk törököket, nagyban hozzájárultak a keleti János pap európai mítoszának kialakulásához.
Meg kell jegyezni, hogy a különböző „nomád” birodalom-elnevezések (kitaj, dzsürcsi, tangut, mongol) csak a vezető réteget jelölik, nem az adott állam lakosságát. A Kína területén berendezkedett birodalmak lakosságának túlnyomó többsége mindig is han volt, csupán az uralkodóház, a legfelsőbb elit, és a hadsereg egy része volt idegen származású. Emiatt az idegen hódítók mindig rákényszerültek arra, hogy kínai kormányzati módszereket és kínai hivatalnokokat alkalmazzanak. Így az idegen hódítás nem okozott éles törést a kínai társadalom fejlődésében.
A másik fontos megemlítendő dolog az, hogy a kelet-ázsiai történelem ekkoriban más dimenziókban mozgott, mint az európai. A világ népesedési és gazdasági központja Ázsia volt. A 11. században csak Kína lakosságát 140 millióra teszik , s ez valószínűleg még növekedett is valamelyest a mongol hódításig; 1200-ban egész Ázsia lakossága 258 millió, Európáé pedig csupán 49 millió volt. Ugyanekkor még nem alakult ki az a modern kori helyzet, hogy a kevésbé népes Európa gazdaságilag erősebb, mint a túlzsúfolt Ázsia; az átlagos kínai gazdasági, technikai és életszínvonal ekkoriban jóval magasabb volt, mint az európai. Gondoljunk csak annak a Marco Polónak a lelkendező leírásaira, aki korának legfényesebb európai városából, Velencéből származott. Mindennek alapján könnyen belátható, hogy a mongolok számára a ritkán lakott, szegényes, fejletlen Európa meghódítása kevésbé volt fontos, mint a kelet-ázsiai terjeszkedés; ezt jelzi az is, hogy nagykán nem vezetett hadjáratot nyugatra, s a kelet-európai hódítást a nagykánságra esélytelen Dzsocsi-leszármazottakra bízták.

## A mongolok felemelkedése
1207-ben a mongolok meghódoltatták a mongol pusztáktól északra fekvő szibériai erdőségek törzseit. Az erdei törzsek zöme harc nélkül alávetette magát Dzsingisznek; ettől az időtől fogva e törzsek fontos embertartalékul szolgáltak a hódításokhoz. Nemsokára a mongolok oldalára álltak az öngütök, az a nép, amely a Jin és a Nyugati Hszia Birodalom határán élve addig határvédelmi szolgálatot látott el Jin szolgálatában. Ezzel Dzsingisz kezére került a dzsürcsi és a tangut birodalom közötti terület, s mindkettő ellen könnyebben indíthatott támadásokat.
A következő célpont a Tangut Birodalom volt, amely a létfontosságú kereskedelmi utakat ellenőrizte. Apróbb betörések után 1209 tavaszán Dzsingisz kán személyesen indult sereg élén a Nyugati Hszia ellen. A határvédelmi erőket a mongolok megsemmisítették, s fő céljuk, a tangut főváros, Zhongxing (a mai Jincsuan) felé indultak. A hatalmas, erődített város azonban keményen ellenállt, s a lovas nomád mongolok még nem voltak felkészülve fallal körülvett városok ostromlására. Az első sikertelen rohamok után a mongolok megpróbálták a Sárga-folyó elterelésével elárasztani Zhongxinget. A terv azonban nem sikerült, mert a víz áttörte a gátakat és nemcsak a várost, hanem a mongol hadállásokat is elöntötte. 1210 első hónapjában végül a két fél békét kötött: a tangut császár elismerte Dzsingisz felsőbbségét és segédcsapatokat ígért a további hódításokhoz, míg a nagykán felhagyott az ostrommal és visszatért saját területére. Az akció, bár nem járt teljes sikerrel, jelentősen megnövelte Dzsingisz kán tekintélyét: ez volt az első alkalom, hogy egy letelepedett népcsoporttal sikerült elfogadtatnia felsőbbségét.
A következő évben, 1211-ben két másik letelepedett nép, az ujgur és a karluk önként behódolt Dzsingisznek. Korábban mindketten a karakitajok – a valaha volt Liao-dinasztia menekültjeinek utódai – birodalmához tartoztak, azonban fellázadtak uraik ellen, s védelemért Dzsingiszhez fordultak. A nagykán örömmel fogadta új szövetségeseit, az ujgur és a karluk vezetőket előkelő rangokkal ruházta fel. Ezzel amellett, hogy birodalmának jelentősen megnövekedett a területe, és újabb segédcsapatokra és adókra is számíthatott, az ujgurok által nélkülözhetetlen segítségre is lelt. Az ujgur ugyanis igen magas kultúrájú, művelt türk nép volt, s számos ujgur jártas volt a birodalmi közigazgatásban. Az ujgurok így óriási szerepet kaptak a – korábban írástudatlan – mongol birodalom megszervezésében. Sokukból írnok, hivatalnok, miniszter, tanácsadó lett, befolyásuk az igazgatás minden területén érződött. Nem csoda, hogy a mongol írás, amely ez idő tájt alakult ki, az ujgur írást vette alapul.
A tangutok meghódoltatásával, az öngütök, ujgurok és karlukok csatlakozásával Dzsingisz kán már a hőn áhított észak-kínai területeket uraló dzsürcsi csin ellen fordulhatott. csin ekkor nehéz helyzetben volt: nyugati határán a tangutokkal, délen pedig a Déli Szung-dinasztiával került összetűzésbe. 1210-ben Dzsingisz kán, aki addig elméletben a csin császár alárendeltje volt, megtagadta a szokásos adóajándék elküldését. 1211-ben, a tangutok alávetése után a mongolok megindították első támadásukat legerősebb szomszédjaik, a dzsürcsik ellen. A csin-ház határvédelmi erejét és a segítségükre küldött csapatokat szétverték, több tartományt feldúltak, s még a főváros, Zhongdu környékére is eljutottak. 1212 elején azonban a mongol csapatok minden hódításukat feladva visszavonultak északra. Ennek a hagyományos mongol taktika volt az oka: az első hadjáratok egy adott területre általában csak a tájékozódást, információszerzést, felderítést szolgálták, s csak a következő hadjáratokkal csatolták a területet a birodalomhoz.
1212 őszén a mongolok visszatértek csin területére. Néhány erősséget és várost bevettek, de fő erejüket arra használták, hogy feldúlták a Sárga-folyótól északra eső mezőgazdasági területeket. Az óriási pusztítás után 1213-ban s főerők visszatértek északra, ám ezúttal a meghódított erődítményekben helyőrséget hagytak, s Zhongdu környékén is hátrahagytak egy sereget, hogy a fővárost fenyegesse. A nehéz helyzetbe került csin császár aranyat, ezüstöt és lovakat ajánlott a békéért cserébe, amit a mongolok 1214 tavaszán elfogadtak, s felhagytak a főváros blokádjával.
A csin udvar ezután – tanulva az eseményekből – még 1214-ben a fővárost a délebbre fekvő Kajfengbe költöztette. Amikor Dzsingisz ezt megtudta, azonnal seregeket küldött az elhagyott Zhongdu elfoglalására. A város helyőrsége azonban rendkívül keményen ellenállt, ezért 1215 januárjában Dzsingisz kán maga is a helyszínre sietett és átvette az irányítást. Májusban végül a védők megadták magukat. A következő hónapokban a mongol seregek a hajdani fővárost módszeresen kifosztották, s részben felégették. A nagykán ezután a hatalmas zsákmánnyal visszatért északra, helyőrséget hagyva a meghódított területeken.
Zhongdu eleste mellett a dzsürcsiket egy másik végzetes csapás is érte. Még korábban egy mongol sereg behatolt Mandzsúriába, és átmenetileg elfoglalta csin keleti fővárosát, Dongjinget (a mai Liaoyang). Az esemény hatására széles körű dzsürcsiellenes lázadás bontakozott ki a Mandzsúriában élő kitajok körében (az ő Liao-dinasztiájukat döntötték meg egy évszázaddal korábban a dzsürcsik, így csak az alkalomra vártak, hogy felkelhessenek ellenük). A kitajok a mongolok természetes szövetségesei lettek: mindkettejük főellensége a csin-dinasztia volt, ráadásul a kitajok a mongolok rokonai voltak, így emiatt is közel kerültek egymáshoz. 1215-re Mandzsúria nagy része a kitaj lázadók kezére került, akiknek vezére, Jelü Liuge elismerte Dzsingisz kán felsőbbségét. Így a dzsürcsik saját őshazájukból, Mandzsúriából is kiszorultak. A csin Birodalom így az összeomlás szélére jutott, de a sorstól még egy évtizednyi haladékot kapott: a mongolok figyelme ugyanis nyugat felé fordult.
Az ujgurok és karlukok átállásával a Karakitaj Birodalom a mongolok közvetlen szomszédságába került. Ráadásul a karakitaj államban olyan belpolitikai fordulat történet, amely felkeltette Dzsingisz érdeklődését. Korábban, még a törzsi háborúk korában a legyőzött merkitek és a najmanok egy része nyugatra menekült az ujgurokhoz, kipcsakokhoz és a karakitajokhoz. Az utolsó, Dzsingisz által legyőzött najman kán fia, Kücslüg a karakitajoknál talált menedékre. Az ügyes fiatalember hamarosan a karakitaj uralkodó kegyeibe férkőzött, feleségül vette a lányát, majd 1211-ben gyakorlatilag az ő kezébe került az ország irányítása (1213-tól törvényesen is ő lett a karakitajok uralkodója). Az energetikus Kücslüg rövid időre újjászervezte a birodalmat, s sikeres hódításokba kezdett, visszaszorítva az őt megtámadó hvárezmi sah, Mohamed seregeit. 1213-14-ben a Tarim-medencét is elfoglalta.
Dzsingisz kánnak természetesen nem volt az ínyére, hogy egy szomszédos birodalomban ellenségének tehetséges gyermeke uralkodik, ráadásul a karakitaj birodalmon túl fekvő gazdag Hvárezmi Birodalom is felkeltette az érdeklődését. A végletesen meggyengített dzsürcsi csin helyett ezért a nagykán nyugat felé kezdett tapogatózni. Kücslüg ellen egyik legtehetségesebb vezérét, Dzsebét küldte, aki 1218-ra megölte Kücslügöt, a Karakitaj Birodalom területét, s egész Kelet-Turkesztánt a mongol birodalomhoz csatolta. E hadjárat arról nevezetes, hogy a legyőzött karakitajokkal a mongolok meglepően enyhén bántak. Ennek valószínűleg egyrészt a rokonság, másrészt pedig az az oka, hogy a mongoloknak szükségük volt a jól képzett, magas műveltségű kitaj szakemberekre.
Dzsingisz kán követségek útján már korábban kapcsolatba lépett Hvárezmmel, s élénk kereskedelmi kapcsolat is létesült a két birodalom között. Ennek kapcsán történt 1218-ban az úgynevezett otrari incidens, amely végzetesnek bizonyult Hvárezm számára. A Szir-darja part városban Otrarban a hvárezmi helyőrség kifosztott és lemészárolt egy 4-500 tagú mongol karavánt, s Mohamed sah Dzsingisz kán követelése ellenére sem adott elégtételt. A válasz nem sokat késlekedett: 1219-ben Dzsingisz és fiai vezetésével megindult a 100 -200 ezres mongol sereg, amely hamarosan szétzúzta a hatalmas és gazdag Hvárezmet. A hadjárat több szempontból is jelentős: egyrészt a mongolok ekkor alkalmaztak először ostromgépeket, amivel sikerült megoldaniuk az addig a lovas nomádok által megoldhatatlan problémát, az erődített városok ostromát. (Az ostromgépeket a meghódított földművelő népek szakemberei készítették és kezelték.) Másrészt ekkor mutatkozott meg először az a kivételesen kegyetlen harcmodor, amely a mongolokat később oly hírhedtté tette. Harmadrészt ekkor került a birodalom először a nyugati világ látóterébe. Mohamed sah a Kaszpi-tenger egyik szigetére menekült, ahol 1221-ben meghalt. 1223-ra az ellenállás utolsó gócait is felszámolták, Hvárezm volt birtokait a Mongol Birodalomhoz csatolták. A Mohamed üldözésére indult Dzsebe és Szubotáj vezérek a Kaszpi-tenger partjától nem fordultak vissza, hanem húszezer harcosukkal tovább vonultak nyugat felé. A Kaszpi-tengert délről megkerülték, majd Grúziát végigdúlva délről átkeltek a Kaukázuson, s leereszkedtek a dél-orosz sztyeppe keleti részére. Itt 1223 májusában a Kalka menti csatában legyőzték a 80 ezres kun-orosz sereget: ezzel a mongolok megjelentek Európa történetében. Ezután a kis mongol sereg még végigdúlta a Krímet, majd visszafordulva átkelt a Volgán és 1224-ben visszatért Mongóliába. A gyors hadjárat célja most is a felderítés, és nem a területszerzés volt. A Kelet-Európába irányuló következő hadjáratot azonban már ekkor tervbe vették, s megvalósítását Dzsocsira bízták.
Időközben az észak-kínai csin elleni hadjáratokat sem állították le teljesen. Itt a hadműveleteket a nagykán kiváló hadvezérére, Mukali irányította. Mukalinak 23 ezer mongol harcos, valamint 77 ezres kínai, dzsürcsi és kitaj segéderő állt a rendelkezésére. Megjegyzendő, hogy a mongol erőknek a háromnegyedét általában nem mongol, hanem az ellenségtől átállt vagy a legyőzöttek közül besorozott segédcsapatok alkották. Ez volt az egyik titka annak, hogy a viszonylag kis népnek számító mongol létre tudta hozni a világtörténelem legnagyobb birodalmát.
1215-től Mukali lassú, szívós harcot folytatott a dzsürcsik ellen, s egyenként vette be városaikat, verte le seregeiket. Az észak-kínai vidék ellenállására jellemző, hogy bár a háború folyamatosan zajlott, a csin-dinasztia állama még 1225-ben, Dzsingisz kán visszatértekor is létezett. (Összehasonlításként gondoljunk Hvárezm vagy a kelet-európai államok gyors összeomlására.) Utolsó éveiben egyébként a dzsürcsi uralkodóház rendkívül rövidlátó politikát folytatott. Bár Mukali százezer embere állandó fenyegetést jelentett, 1217-ben csin megtámadta a Déli Szungot, s egészen 1224-ig sorozatos hadjáratokat vezetett ellene. Bár részsikereket elértek, a támadások zömét a Szung Birodalom visszaverte. 1220-ban csin nagy sereget állított fel a mongolok ellen, de Mukali ezt rövid idő alatt szétverte, s a dzsürcsiket visszaszorította a Sárga-folyótól délre eső területekre. csin erre követséget menesztett Dzsingisz kánhoz, hogy békéért folyamodjon. A nagykán azt e feltételt szabta, hogy a Jin császár elégedjen meg a Vang (király, herceg) címmel, vagyis ismerje el Dzsingisz fennhatóságát, valamint ürítsen ki bizonyos területeket. A császár e követeléseket túlzónak tartotta, és folytatta a háborút. 1921-22-ben Mukali újabb nagyszabású hadjáratot indított, de támadása elakadt, ráadásul a tangutok – akik 1210 óta a nagykán vazallusai voltak – 1223 elején váratlanul visszavonták segédcsapataikat. Mukali ezután kénytelen volt visszavonulni, s hamarosan, 1223 tavaszán meghalt. csin nemsokára laza szövetséget kötött a Déli Szunggal is, így egy időre sikerült a mongol hódítást megállítani.
A tangutok azzal, hogy csapataikat visszavonták a csin elleni hadjáratból, s ráadásul a hvárezmi háborúba se küldtek segédcsapatokat, nyíltan megkérdőjelezték Dzsingisz fennhatóságát. (E lépések okai a tangut eliten belüli hatalmi harcokban keresendőek.) A nagykán 1225 tavaszán azt ajánlotta, hogy a tangut uralkodó, Weiming Dewang küldje el fiát a táborába túsznak, hogy ezzel garantálja hűségét. A tangut uralkodó ezt elutasította, ráadásul 1225 őszén békét kötött csinnel, ami nyílt provokáció volt A háború ezzel elkerülhetetlenné vált.
Az 1226-ban indult büntető hadjáratban a mongolok ezúttal nem rögtön a főváros ellen indultak, hanem előbb módszeresen bevették a birodalom fontosabb erődítményeit és városait, hogy így elszigeteljék a tangut uralkodót. Zhongxing, a főváros ostroma 1227-ben kezdődött, s ez év nyarának végére a védelem az összeomlás szélére került. Miközben csapatai Zhongxinget ostromolták, Dzsingisz kán kisebb hadjáratokat vezetett a határszélen. 1227 augusztusában azonban váratlanul – valószínűleg egy vadászbaleset szövődményeként – megbetegedett és meghalt (vagy ahogy a Titkos történet írja: „A disznó-évben Dzsingisz kán az égbe szállt.” ). Halálát egészen addig eltitkolták, amíg sikerült a tangut fővárost bevenni, s a birodalmat megsemmisíteni. A vezérük halála miatt feldühödött mongolok a Nyugati Hszia Birodalmat gyakorlatilag a földdel tették egyenlővé. A tangut népnek szinte nyoma sem maradt, s rendkívül magas szintű kultúrájuknak is csak igen kevés emléke maradt fenn.
Dzsingisz halálakor birodalma a Sárga-tengertől a Kaszpi-tengerig, a mongol pusztáktól a Sárga-folyóig és Irán határáig terjedt. Ha ránézünk a térképre, láthatjuk, hogy a hódítások irányának kijelölése minden bizonnyal tudatos volt. A mongolok új birodalma ugyanis úgy helyezkedik el, hogy a Kelet-Ázsiát a nyugati világgal összekötő kereskedelmi út – ezt nevezték a 19. századtól Selyemútnak – a lehető leghosszabb szakaszon a birodalom határain keresztül vezetett. Elmondható, hogy Dzsingisz elsősorban kereskedőállamokat hódított meg. A mongolok egyik célja tehát az volt, hogy a Kínából nyugatra áramló áruk kereskedelmének hasznát lefölözzék.
Dzsingisznek négy fia volt, s birodalmát már életében felosztotta közöttük. Legidősebb fia, Dzsocsi a központi területektől legtávolabbra fekvő vidékeket kapta az Irtistől nyugatra, „ameddig csak a mongol lovak patái felverték a port.” Ez a végrendelet legitimálta a tatárjárást is, hiszen ameddig Dzsocsi utódainak hódításai nyugaton elértek, addig a terület őket illette. Dzsocsi származását egyébként jótékony homály fedte, mert az után született, hogy Temüdzsin felesége több hónapig fogságban volt egy másik törzsnél. (Vagyis nem biztos, hogy apja Dzsingisz kán volt. Neve is erre utal: Dzsocsi = „Vendég, idegen”). Emiatt a nagykánságnál ő és utódai nemigen jöhettek szóba. Dzsocsi 1227-ben, még apja előtt meghalt, utódai fiai, Orda és Batu lettek.
A második fiú, Csagatáj nagyjából a volt Karakitaj Birodalom területét, vagyis Turkesztánt kapta. A harmadik fiú, Ögödej a Balhas-tótól északkeletre fekvő vidéket kapta, vagyis Nyugat-Mongóliát, a legkisebb fiú, Toluj (-otcsigin) pedig – a mongol hagyományok szerint – az ősi szállásterületet, a Kerülen-folyó környéki sztyeppét. E négy területet a négy dzsingiszida ág „uluszának" (országának) nevezték.
A négy ulusz nem volt egymástól független, mert mindegyik alá volt vetve a nagykánnak, akit a kurultájnak kellett megválasztani. Mint látható, Észak-Kína már meghódított területei nem tartoztak egyik uluszhoz sem: e vidékek Dzsingisz élete alatt a saját közvetlen irányítása alatt álltak, utána pedig a mindenkori nagykán kormányozta őket. Ez is jelzi a terület központi szerepét.
Dzsingisz kán halála után az 1229-es kurultáj – atyja végakaratának megfelelően – Ögödejt, a harmadik fiút választotta nagykánná. A kínai hódítások folytatása így rá hárult. A kurultaj azt is elhatározta, hogy a hódító háborúkat minden irányba folytatni kell. A tangut háborúk, majd Dzsingisz kán halála miatt hátramaradt még a dzsürcsi csin elfoglalása. 1231-ben a mongolok, tanulva korábbi hibáikból, jól megtervezett, gondosan előkészített hadjáratot indítottak a szívósan védekező maradék dzsürcsi állam ellen. Szübőtej északkeletről, Shandongból, Ögödej nagykán középről, Shanxiból, Toluj pedig délnyugatról, Sichuan tartományból indult a csin állam fővárosa, Kajfeng felé. Ez utóbbi irány azért figyelemre méltó, mert itt a Mongol Birodalom nem volt közvetlenül határos Csinnel. Ezért kérelmezték a Déli Szung-háztól, hogy engedje át őket a területén – így Kajfengre meglepetésszerűen, nem a várt irányból csaphattak le. A Szung-ház a kérést megtagadta, de azt nem tudta megakadályozni, hogy a mongolok mégis átvonuljanak a határ menti területein. 1232 nyarán mindhárom hadsereg megérkezett a fővároshoz, ahol a beteg Ögödej és Toluj helyett Szübőtej vette át az irányítást. (Toluj hamarosan meg is halt.) A korszerű kínai ostromgépekkel felszerelt mongol csapatok ostrom alá vették a várost. 1233 februárjában a Csin császár, Aizong elmenekült, s nemsokára, májusban a helyőrség megnyitotta Kajfeng kapuit az ostromlók előtt. A dzsürcsi császár a Caizhou nevű városba menekült, ahonnan folytatta az ellenállást. Ebben a helyzetben a Déli Szung végzetes hibát követett el: felbátorodva régi ellenségei, a dzsürcsik meggyengülésén szövetséget kötött a mongolokkal, hogy együtt semmisítsék meg csin maradék erőit. 1233 őszén az egyesített dél-kínai és mongol csapatok megkezdték Caizhou ostromát. A reménytelen helyzetben lévő Aizong császár 1234 februárjában megölte magát. Caizhou elesett, s ezzel a csin-dinasztia uralma véget ért. A Szung csapatok a győzelem után megpróbálták elfoglalni egész Henan tartományt, de a mongolok, akik nem kívántak a zsákmányon osztozni, hamarosan kiverték őket a volt dzsürcsi területekről. Az így kialakult rossz viszony miatt az 1235-ös kurultajon Ögödej bejelentette, hogy egyik célja a Szung Birodalom elfoglalása. 1236-tól aztán több mint negyven éven át folyt a harc a Szungok ellen; ilyen hosszú háborút a mongolok sehol nem voltak kénytelenek vívni.
Időközben, a dzsürcsik elleni hadjárattal egy időben a mongolok elfoglalták Koreát (1231-32), de a következő években a harcias koreaiak felkelései egy időre véget vetettek a dzsingiszidák uralmának. 1256-ban aztán a mongol csapatok újra megszállták Koreát, s a félsziget egészen addig az ő fennhatóságuk alatt maradt, amíg Kínában meg nem bukott a mongol Jüan-dinasztia.
Ugyancsak 1231-ben Ögödej hadat indított nyugatra is, mivel időközben a volt hvárezmi sah fia, Dzselal ad-Dín Nyugat-Iránban kisebb birodalmat szervezett. A villámgyors büntetőhadjáratot Csormakan nojon vezette, s Dzselal ad-Dín birodalma összeomlott, a szultánfit magát kurdok ölték meg. Ezzel a mongolok megvetették a lábukat Nyugat-Iránban is. Innen aztán a következő években többször is végigpusztították Örményországot és Grúziát.
A mongolok erejére jellemző, hogy egy időben három hatalmas ellenségük ellen is sikeres hadjáratot tudtak indítani. E hódítások után az erőket nyugatra koncentrálták, bár a Dél-Kína elleni harcot sem szüneteltették. Ögödej utasítására 1235-ben 150 ezer fős sereg indult útnak Dzsocsi fia, Batu vezetésével nyugatra, eleinte azon az úton, amelyet az 1221-es rövid hadjárat során már felderítettek. A birodalom határát 1236-ban lépték át, ezzel indult meg maga a hadjárat, amelyet mi tatárjárás néven ismerünk. A hadjárat során a mongolok legyőzték a Káma-parti bolgárokat, a kunokat (részben belőlük alakult ki az Aranyhorda), az alánokat, a legtöbb orosz fejedelemséget, végigpusztították Lengyelország egy részét, illetve Magyarországot. Az 1242-es éve elején a mongolok arra készültek, hogy berendezkednek a magyar pusztákon, ám ekkor megérkezett a hír, hogy Ögödej nagykán 1241 decemberében meghalt. Batu, aki dzsocsida lévén maga nem pályázhatott a nagykáni címre, de szerette volna a választáson érvényre juttatni saját befolyását, azonnal visszatért szálláshelyére.
A dzsingiszidák ágai között heves hatalmi harc bontakozott ki az új nagykán személyéről. A döntésig Ögödej özvegye, a tehetséges Töregene uralkodott régensként. A kánválasztó kurultajt csak 1246-ban hívták össze, amikorra Töregenének sikerült saját fiának, Güjüknek az utódlását biztosítania. A kánválasztó kurultajról európai forrásunk is van: Plano Carpini ferences szerzetes, aki jelen volt az eseményen, útleírásában beszámolt róla.
Güjük rövid uralma (1246-48) alatt jelentősebb hadműveletek nem folytak, bár 1246-47-ben a mongolok megtámadtak egy-két erősséget a Déli Szung területén. Az Ögödej halála utáni évtizedben, egészen Möngke hatalomra kerüléséig a viszonylagos külső béke jellemezte. A szomszédos országok szerencséjére ugyanis a Mongol Birodalomban az öröklés rendje nem volt kellőképpen tisztázva, így Ögödej halála után Dzsingisz kán leszármazottai elsősorban azzal voltak elfoglalva, hogy megszerezzék a főhatalmat a birodalmon belül. Nem véletlen, hogy az európai követjárások egy része éppen erre a külpolitikailag békésebb időszakra esett (Carpini, Benedictus Polonus). Güjük és Batu között – aki a legjobban ellenezte Güjük megválasztását – csaknem háborúra került sor. 1248-ban Güjük hatalmas sereggel indult a szállásterületéről nyugatra, Batu ulusza felé, s Batu is kelet felé vonult. Végül az összecsapás azért hiúsult meg, mert útközben Güjük váratlanul meghalt. A hatalom ismét egy régensnőnek, Güjük özvegyének, Ogulajmisnak a kezébe került.
Ugyanekkor egy másik nő is kezdett egyre nagyobb befolyásra szert tenni: Szorkuktani Beki, Dzsingisz legkisebb fiának, Tolujnak az özvegye. Ő arra törekedett, hogy a nagykánság az Ögödej-ág helyett a Toluj-ág kezébe kerüljön, s így fia, Möngke kerüljön a trónra. Az erős, dzsocsida Batu a tolujidák mellé állt – a Csagataj-ág végig nem foglalt állást a kérdésben –, így végül 1251-ben Möngke került a trónra. Ez a döntés később sok belháborúnak lett az oka.
Möngke (1251-59) az egyik legtehetségesebb mongol uralkodó volt, uralmát a Mongol Birodalom aranykorának szokták tekinteni. Kemény kézzel végzett ellenfeleivel, a birodalmat központosította és ismét külső hódításokba kezdett. Szerencséjére 1255-ben meghalt a rendkívül befolyásos Batu, így nyugaton is érvényesülhetett a befolyása.
Az 1253-as kurultájon Möngke parancsba adta testvéreinek, hogy hajtsák végre Dzsingisz kán parancsát: hódítsák meg az egész világot. Magyarország és egész Európa szerencséjére egy Európa elleni összpontosított támadásnak útját állta Batu, illetve utódainak ulusza, amely többé-kevésbé független volt a nagykáni hatalomtól. (A nagykán nyilván nem akarta saját seregeit Európába vezetni, ahol minden hódítása a Dzsocsi-utódok birtokait gyarapította volna, Dzsingisz már idézett rendelkezése szerint). Így nagyobb hódítás két irányba jöhetett szóba: nyugaton a Bagdadi Kalifátus, keleten pedig a Déli Szung-dinasztia birodalma irányába.
A nyugati hadjáratot Möngke egyik öccsére, Hülegüre bízta, Kína meghódítása pedig másik öccsére, Kubilájra várt. Hülegü 1256-ban megindult nyugatra, 1257-ben Bagdad alá ért, s 1258. február 10-én a fényes várost bevette. Az ezt követő szabad rablás tizenhét napig tartott, az áldozatok számát legalább 90 ezerre teszik. A bagdadi kalifát zsákba varrták, és lovakkal agyontapostatták. 1260-ban – immár a keresztes államocskák szövetségeseként – a mongolok bevették Aleppót és Damaszkuszt is, s ha nem érkezik meg Möngke nagykán halálhíre, talán Egyiptomot is megtámadják. Hülegü azonban visszavonult, s a muzulmánok Szíriát visszavették. Végül a határvonal a mameluk szultán birodalma és az iráni mongol birodalom között az Eufrátesz vonalán stabilizálódott.
Dél-Kína meghódítása azonban jóval hosszabb ideig tartott, s más módszereket és stratégiát igényelt, mint amit a mongolok nyugaton alkalmaztak. A Déli Szung az akkori világ legnépesebb, legsűrűbben lakott, leggazdagabb állama volt. Ráadásul a mongolok támadása nem érte váratlanul, hiszen a két fél a gyakorlatban már 1234 óta harcban állt egymással. Így a kínaiaknak volt idejük felkészülni Kubiláj támadására. Nehezítette a mongolok helyzetét a dél-kínai terep is, amely a lovas nomádok számára csatornáival, folyóival, mocsaraival csaknem járhatatlan volt.
Kubiláj ügyes taktikával nem ott támadott először, ahol a két birodalom közvetlenül határos volt, s ahol meg kellett volna kockáztatnia egy Jangcén való átkelést. Átkaroló hadműveletbe fogott: Délkelet-Ázsia irányába indult, hogy a Szung államot ne csak északról, hanem nyugatról is támadhassa. 1252-ben Kubiláj megindította seregeit a mai kínai Jünan tartomány területét uraló Nanzhao állam ellen, amelynek lakosait thai népek alkották. 1253-ra a mongolok a Nanzhao Császárságot megdöntötték, de Kubiláj bölcs, mérsékelt politikát alkalmazott: a thai dinasztiát meghagyta a trónon, s az országot adófizetésre kötelezte, de nem dúlta fel.
Kubiláj ezután egyik alvezérét, Urjangkadajt Tibet ellen küldte. Ő 1256-ra a nem túl heves ellenállást tanúsító hegyi országot meghódoltatta. (A sors iróniája, hogy a mai kínai vezetés éppen a mongol hódítással igazolja Tibetnek Kínához tartozását – azt ugyanis a „kínai” Jüan-dinasztia hódította meg.) Ezek után Urjangkadaj csapatai 1257 végén bevonultak Annamba (a mai Vietnamba). Az annami uralkodó elfogadta a mongolok fennhatóságát, így megőrizhette trónját. Ezzel Kubiláj átkaroló hadművelete befejeződött, s a Szung államot szárazföldön a mongolok bekerítették. A hadjárat azonban – legalábbis mongol fogalmak szerint – meglehetősen elhúzódott.
Az elégedetlen Möngke 1258 szeptemberében maga állt a Kínát támadó seregek élére, s a következő hónapban behatolt Szecsuán tartományba. Itt azonban a támadás elakadt, hiszen a kínai városok rendkívül jól meg voltak erősítve. 1259 augusztusában egy város ostroma közben Möngke meghalt. Ahogy az ilyenkor lenni szokott, a mongol vezetők rögtön mindent az utódlás kérdésének rendeltek alá, így Kubiláj még 1259-ben békét kötött a szorongatott Szung-házzal, és visszatért bázisterületére, Hebei tartományba. 1260-ban mind Kubiláj, mind fivére, Arig böke  kurultajt hívott össze a maga párthíveiből, s mindketten nagykánná választatták magukat (Hülegü túl távol volt ahhoz, hogy érdemben beleszóljon az eseményekbe). Hamarosan belháború robbant ki Kubiláj és Arig böke között (1260-63). A harc Kubiláj győzelmével végződött, így sikerült biztosítania nagykáni hatalmát.
Ezután Kubiláj végre teljes erejével Dél-Kína felé fordulhatott. 1265-ben megindult a támadás az egyre zsugorodó, belpolitikai ellentétektől is sújtott Déli Szung ellen, először Szecsuán területén. 1268-tól 1279-ig egész Dél-Kína lángba borult. A leghosszabb ostrom a Han-folyó partján fekvő Hsziangyangé volt: ez 1268-tól 1273-ig, öt éven át tartott, s a felek a korabeli haditechnika minden eszközét bevetették, beleértve a hadihajókat és a tűzfegyvereket is. Hsziangyang eleste után a Szung seregek harci morálja megrendült. 1275-ben Dingjiazhou mellett a mongolok súlyos vereséget mértek az összevont Szung seregekre. Ezzel a dél-kínaiak helyzete reménytelenné vált. Gondjaikat fokozta, hogy 1274-ben meghalt a fiatal Duzong császár, s helyére négyéves fia, Hszian császár lépett. A császár nagyanyja lett a régens, aki 1275-ben felajánlotta, hogy behódol a mongoloknak, és hajlandó adót fizetni nekik. A mongol seregek vezére, Bajan azonban visszautasította, ő csak feltétel nélküli kapitulációt akart elfogadni. 1276 januárjának végén a régensnő elfogadta a mongolok fennhatóságát, és átadta a császári pecséteket Bajannak. Bajan a meghódolást elfogadta, a császári családot pedig Kubilájhoz kísértette. Kubiláj a behódolt kínai uralkodót eleinte szívesen fogadta, palotát és fényűző ellátást biztosított a számára. Később azonban Tibetbe száműzte, ahol a volt császár lelkes buddhista lett, 1296-ban szerzetesi fogadalmat tett, de 1323-ban öngyilkosságra kényszerítették.
A főváros és a császári család átadása után azonban a Szung ellenállás nem szűnt meg. A dinasztia hívei délre menekültek, s 1276 júniusában Fuzhouban a kapitulált császár hétéves féltestvérét császárrá kiáltották ki (Shi császár). Ám nem tudtak megegyezni a régens személyét illetően, így a vezetés széttagolt maradt. 1276 végén azonban a mongolok bevették Fuzhout, így a gyermek császár tovább menekült Quanzhouba. Innen azonban kénytelen volt tovább menekülni, egyik tengerparti városból a másikra. 1278 februárjában a mongolok a legfontosabb déli várost, Kantont is bevették. A Szung-ház hívei azonban továbbra sem adták fel a harcot. Május 8-án, tizedik születésnapja előtt azonban Shi császár is meghalt. Kísérői erre testvérét, Pinget tették meg császárnak, s egy szigetre menekültek a Dél-kínai-tengeren. A mongolok tengeri blokád alá vették a szigetet. Amikor 1279. március 19-én a Szung flotta megpróbált kitörni, a csatában a gyermek császár a tengerbe fulladt. Ezzel véget ért a Szung-dinasztia, s egész Kína – a történelem folyamán először – idegen hódítók uralma alá került.

## Befejezés
Dzsingisz kán és utódai a világtörténelem legnagyobb kiterjedésű birodalmát hozták létre, s bár a birodalom egysége nem volt tartós, hódításaikkal megváltoztatták a történelem menetét. Hatásuk nem csak a pusztítások miatt volt fontos. Ebben a korban történt meg először, hogy az eurázsiai kontinens keleti és nyugati végén zajló események közvetlen összefüggésbe kerültek egymással: Kína, Közép-Ázsia, Irán, az arab világ egy része és számos orosz fejedelemség egyetlen birodalomban egyesült. Ezért Kelet-Európa 13. századi történetét vizsgálva elengedhetetlen, hogy a sztyeppe keleti végének eseményeit is ismerjük. Ezen események közül a legfontosabb Kína meghódítása volt: a Középső Birodalom hatalmas mongol erőket kötött le, s abból, hogy Kína a mindenkori nagykán érdekszférájába tartozott, látható, hogy a mongolok egyik fő célja – mint a legtöbb belső-ázsiai nomád népé – Kína meghódítása volt.